# Dinochelus ausubeli
Dinochelus ausubeli es una especie de crustáceo de la familia Nephropidae descubierta en 2007 en las Filipinas durante un estudio de la vida marina en los polos y descrita formalmente en 2010 como la única especie un nuevo género, Dinochelus.

## Descripción
Dinochelus ausubeli tiene un carapacho de unos 31 mm de color blanco translúcido, con rosa rojizo a la mitad del caparazón, el abanico de la cola, las antenas y los primeros pereiópodos (incluyendo las garras). Sus dos garras son de distinto tamaño, siendo alargadas y teniendo el borde interno aserrado.

## Distribución y descubrimiento
D. ausubeli solo es conocido en su localidad tipo, (15°56′N 121°45′E / 15.933, 121.750), frente a la costa de Luzon, en las Filipinas. Fue encontrado durante una pesca de arrastre a una profundidad de 250 m en 2007, como parte de un censo de  vida marina en los polos, un esfuerzo para documentar la vida marina durante la primera década del siglo XXI. Fue descrito en 2010 por un equipo internacional de científicos.

## Taxonomía
La nueva especie fue ubicada en un género propio, Dinochelus, cuyo nombre es derivado del griego antiguo δεινός (dinos), que significa "terrible" y de χηλή (chela), que significa "garra". El nombre específico, ausubeli, es un epíteto en honor de Jesse H. Ausubel, patrocinador del estudio que lo descubrió, "en reconocimiento de su visión y apoyo a la exploración de la biodiversidad marina".
Dinochelus pertenece a un grupo de crustáceos que anteriormente era reconocida como una familia separada, Thaumastochelidae, la cual también incluye a los géneros Thaumastocheles y Thaumastochelopsis. Los miembros de estos géneros se caracterizan por poseer largas garras dentadas con base bulbosa, una de las cuales es más larga que la otra. Dinochelus tiene características comunes con ambos géneros y sobre la base de la secuencia de ADN usando citocromo c oxidasa I, Dinochelus es un taxón hermano de Thaumostocheles + Thaumastochelopsis. Se distingue de otros géneros por la inusual forma de "T" de su epistomio (región entre sus antenas y su boca).